# Konnässör

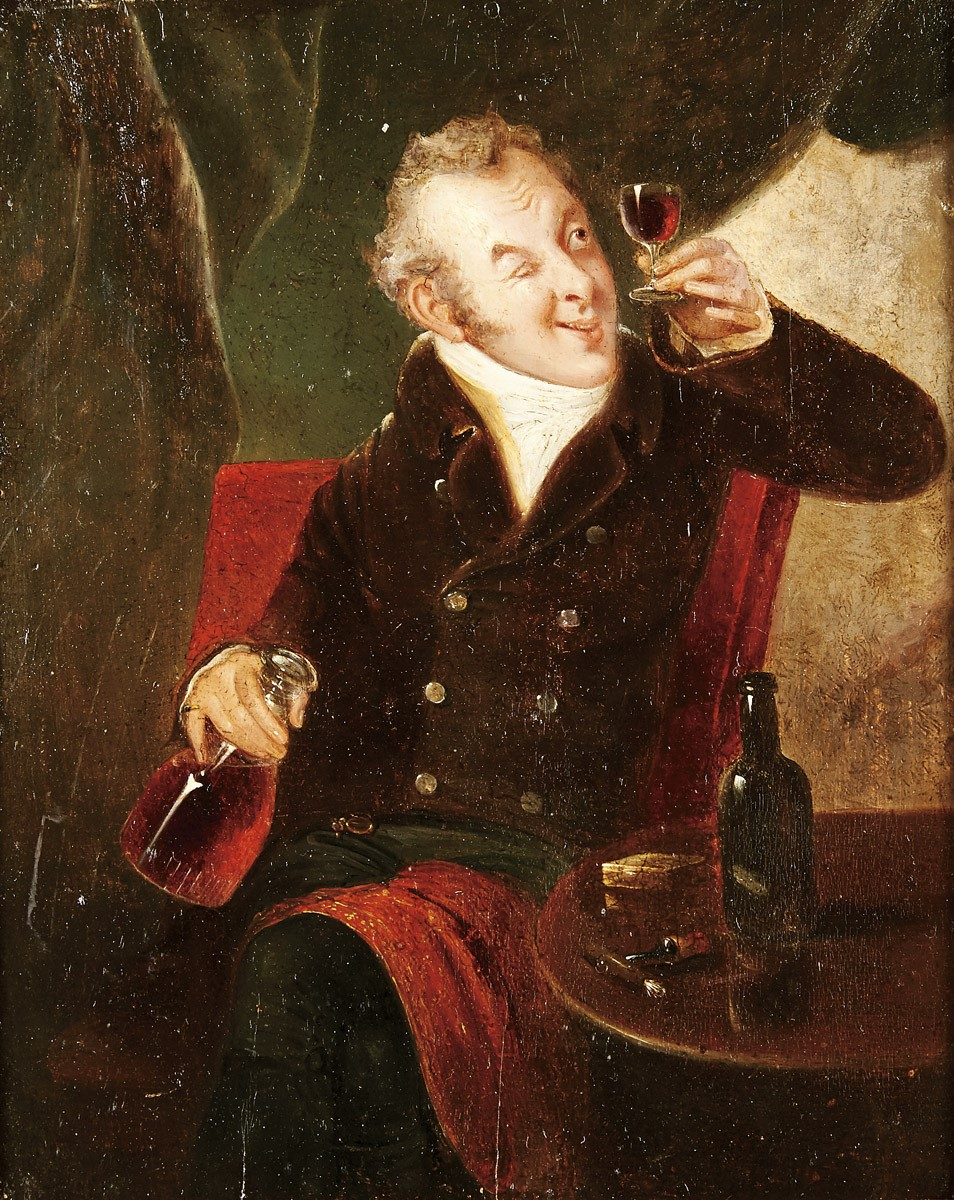
Testing the Wine, vinprovare i en engelsk 1800-talsmålning.

Konnässör är en person som har djupare kännedom om något område, en kännare, förståsigpåare eller expert, särskilt ifråga om mat, dryck eller konst och ofta övergående i betydelsen ”finsmakare”.

## Etymologi
Konnässör kommer av franska connaisseur med samma betydelse och kan ledas tillbaka till connaître ”känna till”. Begreppet är dokumenterat sedan 1780 i det svenska språket, när det användes av den svenska poeten Anna Maria Lenngren.